# Aristides Pertot
Aristides Pertot (Lanús, 24 settembre 1976) è un ex calciatore argentino, di ruolo centrocampista.

## Carriera
Ha giocato nella massima serie dei campionati argentino e finlandese, e nella seconda divisione argentina.

## Palmarès

### Club

#### Competizioni nazionali
- Campionato finlandese: 2

Tampere United: 2006, 2007
- Coppa di Finlandia: 2

Tampere United: 2007
Inter Turku: 2009